# Liphook
Liphook est un village anglais du comté d’Hampshire.